# Запис липа (Доњи Рибник)
Запис липа (Доњи Рибник) се налази на парцели чији је власник Месна заједница Почековина.

## Локација
| Општина             | Трстеник                                                                    |
| Катастарска општина | Доњи Рибник                                                                 |
| Потес               | Богомољиште                                                                 |
| Координате          | 43° 35′ 28″ С; 21° 04′ 10″ И / 43.591000000000001° С; 21.069500000000001° И |
| Надморска висина    | 0m                                                                          |

## Карактеристике
Дендрометријске вредности утврђене на терену и сателитским снимцима:
| Стабло                     | Липа |
| Висина стабла              | m    |
| Обим дебла                 | m    |
| Пречник крошње             | 4m   |
| Пречник дебла              | m    |
| Висина дебла до прве гране | m    |

## База записа
Запис је у оквиру Викимедија пројекта "Запис - Свето дрво" заведен под редним бројем 0624.